# Імператор Дзімму
Імператор Джінму (яп. 神武天皇, じんむてんのう, дзінму тенно; 13 лютого 711 до н. е. — 9 квітня 585 до н. е.) — перший Імператор Японії, синтоїстське божество, легендарний полководець. Роки правління — 11 лютого 660 до н. е. — 9 квітня 585 до н. е.. Перший правитель Японського архіпелагу, якого найстаріша історична хроніка країни, «Записи про справи давнини», називає тенно — «Небесним господарем», Імператором Японії. Головна фігура японського фундаційного міфу.

## Імена
Імена Імператора, що зустрічаються в «Записах про справи старовини» і «Анналах Японії».
Прижиттєві
- Хіко Хоходемі но мікото[6] — «Князь-господар рису, що сходить».
- Сано но мікото[7] — «Господар поля священного рису».
- Вака Мікену но мікото[8] — «Молодий господар священної їжі».
- Хацу Кунісірасу сумера мікото[9] — «Перший панівний господар Піднебесної».

Посмертне японське
- Каму Ямато Іваре хіко но мікото[10] — «Божественний князь-господар Іваре в Ямато».

Посмертне китаїзоване
- Дзінму — «Божественний воїн».

## Біографія

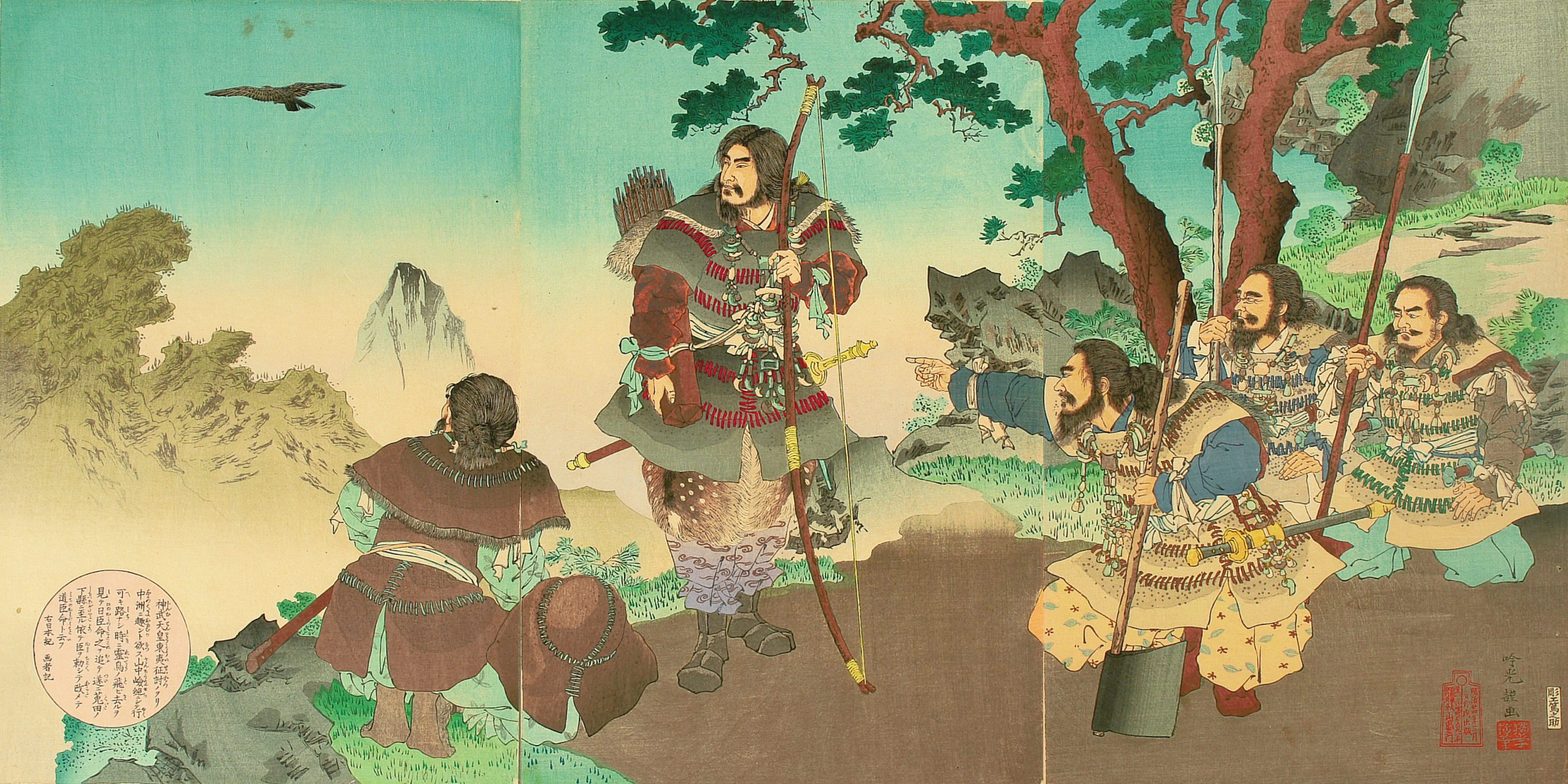
Ворона Ятаґарасу показує імператору Дзімму дорогу

За переказами «Записів про справи давнини» і «Анналів Японії» Джінму народився близько 13 лютого 711 до н. е. Він був четвертим сином земного божества Уґаяфукі-аедзу — онука Нініґі но мікото з Високої небесної рівнини, що, своєю чергою, був онуком синтоїстської богині сонця Аматерасу. Матір хлопця Тамайорі була донькою морського божества і зналася на ворожінні.
Початково Джінму з родиною мешкав на півдні Японії, на території історичної провінції Хюґа. 697 до н. е. він став принцом свого народу і одружився із панною Ахірацу хіме.
Дізнавшись, що на сході знаходиться добротна земля, він разом зі старшими братами здійснив туди похід. Його човни зупинялися на півночі Кюсю в Уса (菟狭) і Оканомінато (岡水門), в провінції Акі в Еномія (埃宮) й у краю Кібі в Такасімамія (高嶋宮). Прибувши до Наніви, в околиці сучасної Осаки, Джінму подолав гору Ікома і зібрався увійти до регіону Ямато. Проте там його просування зупинили місцеві племена на чолі з Наґасуне Хіко. У боях із ними зазнав поранення старший брат правителя, Іцусе но мікото. Оскільки Джінму був нащадком сонячної богині, він вирішив не воювати навпроти сонця у східному напрямку, рушивши до Ямато в обхід з півдня. Діставшись провінції Кії, правитель поховав свого старшого брата, який помер від ран, і насилу впорався із витівками божеств місцевості Кумано, які отруїли частину його війська. На щастя, богиня сонця Аматерасу послала до нього провідника — триногу ворону Ятаґарасу, яка довела Дзімму до району Уда в Ямато. Звідси він завоював усе яматоське плато, розбивши ворожі загони вождів Еукасі, Есікі, Ясо Такеру і Наґасуне Хіко, та заснував палац у Касіхара, де прийняв титул «небесного монарха» — Імператора Японії.
Згідно з хроніками, інтронізація Джінму відбулась 11 лютого 660 до н. е., після чого він керував країною 76 років. Однак деталі його правління майже відсутні. Відомо лише, що він призначив до країв Ямато і Кацураґі своїх намісників — куні но міяцуко, та вшановував на горі Томі свою небесну праматір, богиню сонця.
Ще за перебування у краю Хюґа, Джінму побрався із Ахірацу Хіме, яка народила йому Таґісімімі но мікото, але у Ямато він узяв за дружину доньку земного божества Котосіронусі но камі, Хіме Татара Ісудзу Хіме, яка стала першою Імператрицею Японії. Від неї народився Каму Нунакава Мімі но мікото, майбутній 2-й монарх Японії — імператор Суйдзей.
За «Записами про справи давнини» Джінму прожив 127 років, а за «Анналами Японії» — 137 років. Його поховали на північному сході гори Унебі, на території сучасної префектури Нара.
Значна частина переказів, пов'язаних із Джінму, сприймаються істориками як міфи, а не історичні факти. Чимало дослідників сумнівається у реальному існуванні цього правителя — його розглядають як збірний образ, створений японськію монархією для доведення давньості династії та легітимізації своєї влади . Науковці здебільшого розглядають події пов'язані з Джінму, особливо його східний похід, для реконструкції соціополітичної та релігійно-етнічної ситуації в Японії пізнішої доби — 5 і 6 століть н.е.

## Генеалогічне дерево
|  |  | (1) Дзімму  | (1) Дзімму  | (1) Дзімму  | (1) Дзімму  | (1) Дзімму  | (1) Дзімму  |  |  | Каму Яї Мімі | Каму Яї Мімі | Каму Яї Мімі | Каму Яї Мімі | Каму Яї Мімі | Каму Яї Мімі |  |  | 〔рід О〕    | 〔рід О〕    | 〔рід О〕    | 〔рід О〕    | 〔рід О〕    | 〔рід О〕    |  |  |              |              |              |              |              |              |  |  |               |               |               |               |               |               |  |  |                                |                                |                                |                                |                                |                                |  |  |  |  |  |  |
|  |  | (1) Дзімму  | (1) Дзімму  | (1) Дзімму  | (1) Дзімму  | (1) Дзімму  | (1) Дзімму  |  |  | Каму Яї Мімі | Каму Яї Мімі | Каму Яї Мімі | Каму Яї Мімі | Каму Яї Мімі | Каму Яї Мімі |  |  | 〔рід О〕    | 〔рід О〕    | 〔рід О〕    | 〔рід О〕    | 〔рід О〕    | 〔рід О〕    |  |  |              |              |              |              |              |              |  |  |               |               |               |               |               |               |  |  |                                |                                |                                |                                |                                |                                |  |  |  |  |  |  |
|  |  |             |             |             |             |             |             |  |  | (2) Судзей   | (2) Судзей   | (2) Судзей   | (2) Судзей   | (2) Судзей   | (2) Судзей   |  |  | (3) Анней    | (3) Анней    | (3) Анней    | (3) Анней    | (3) Анней    | (3) Анней    |  |  | (4) Ітоку    | (4) Ітоку    | (4) Ітоку    | (4) Ітоку    | (4) Ітоку    | (4) Ітоку    |  |  | (5) Косьо     | (5) Косьо     | (5) Косьо     | (5) Косьо     | (5) Косьо     | (5) Косьо     |  |  |                                |                                |                                |                                |                                |                                |  |  |  |  |  |  |
|  |  |             |             |             |             |             |             |  |  | (2) Судзей   | (2) Судзей   | (2) Судзей   | (2) Судзей   | (2) Судзей   | (2) Судзей   |  |  | (3) Анней    | (3) Анней    | (3) Анней    | (3) Анней    | (3) Анней    | (3) Анней    |  |  | (4) Ітоку    | (4) Ітоку    | (4) Ітоку    | (4) Ітоку    | (4) Ітоку    | (4) Ітоку    |  |  | (5) Косьо     | (5) Косьо     | (5) Косьо     | (5) Косьо     | (5) Косьо     | (5) Косьо     |  |  |                                |                                |                                |                                |                                |                                |  |  |  |  |  |  |
|  |  |             |             |             |             |             |             |  |  |              |              |              |              |              |              |  |  |              |              |              |              |              |              |  |  |              |              |              |              |              |              |  |  |               |               |               |               |               |               |  |  |                                |                                |                                |                                |                                |                                |  |  |  |  |  |  |
|  |  |             |             |             |             |             |             |  |  |              |              |              |              |              |              |  |  |              |              |              |              |              |              |  |  |              |              |              |              |              |              |  |  |               |               |               |               |               |               |  |  |                                |                                |                                |                                |                                |                                |  |  |  |  |  |  |
|  |  | Аматарасі   | Аматарасі   | Аматарасі   | Аматарасі   | Аматарасі   | Аматарасі   |  |  | 〔ріл Вані〕 | 〔ріл Вані〕 | 〔ріл Вані〕 | 〔ріл Вані〕 | 〔ріл Вані〕 | 〔ріл Вані〕 |  |  | (8) Коґен    | (8) Коґен    | (8) Коґен    | (8) Коґен    | (8) Коґен    | (8) Коґен    |  |  | Обіко        | Обіко        | Обіко        | Обіко        | Обіко        | Обіко        |  |  | 〔рід Абе〕   | 〔рід Абе〕   | 〔рід Абе〕   | 〔рід Абе〕   | 〔рід Абе〕   | 〔рід Абе〕   |  |  |                                |                                |                                |                                |                                |                                |  |  |  |  |  |  |
|  |  |             | Аматарасі   | Аматарасі   | Аматарасі   | Аматарасі   | Аматарасі   |  |  | 〔ріл Вані〕 | 〔ріл Вані〕 | 〔ріл Вані〕 | 〔ріл Вані〕 | 〔ріл Вані〕 | 〔ріл Вані〕 |  |  | (8) Коґен    | (8) Коґен    | (8) Коґен    | (8) Коґен    | (8) Коґен    | (8) Коґен    |  |  | Обіко        | Обіко        | Обіко        | Обіко        | Обіко        | Обіко        |  |  | 〔рід Абе〕   | 〔рід Абе〕   | 〔рід Абе〕   | 〔рід Абе〕   | 〔рід Абе〕   | 〔рід Абе〕   |  |  |                                |                                |                                |                                |                                |                                |  |  |  |  |  |  |
|  |  | (6) Коан    | (6) Коан    | (6) Коан    | (6) Коан    | (6) Коан    | (6) Коан    |  |  | (7) Корей    | (7) Корей    | (7) Корей    | (7) Корей    | (7) Корей    | (7) Корей    |  |  | Момосо       | Момосо       | Момосо       | Момосо       | Момосо       | Момосо       |  |  | (9) Кайка    | (9) Кайка    | (9) Кайка    | (9) Кайка    | (9) Кайка    | (9) Кайка    |  |  |               |               |               |               |               |               |  |  |                                |                                |                                |                                |                                |                                |  |  |  |  |  |  |
|  |  | (6) Коан    | (6) Коан    | (6) Коан    | (6) Коан    | (6) Коан    | (6) Коан    |  |  | (7) Корей    | (7) Корей    | (7) Корей    | (7) Корей    | (7) Корей    | (7) Корей    |  |  | Момосо       | Момосо       | Момосо       | Момосо       | Момосо       | Момосо       |  |  |              | (9) Кайка    | (9) Кайка    | (9) Кайка    | (9) Кайка    | (9) Кайка    |  |  |               |               |               |               |               |               |  |  |                                |                                |                                |                                |                                |                                |  |  |  |  |  |  |
|  |  |             |             |             |             |             |             |  |  |              |              |              |              |              |              |  |  | Кібіцу       | Кібіцу       | Кібіцу       | Кібіцу       | Кібіцу       | Кібіцу       |  |  | Хікофуцуосі  | Хікофуцуосі  | Хікофуцуосі  | Хікофуцуосі  | Хікофуцуосі  | Хікофуцуосі  |  |  | Янусіосі      | Янусіосі      | Янусіосі      | Янусіосі      | Янусіосі      | Янусіосі      |  |  | Такеуті но Сукуне 〔рід Соґа〕 | Такеуті но Сукуне 〔рід Соґа〕 | Такеуті но Сукуне 〔рід Соґа〕 | Такеуті но Сукуне 〔рід Соґа〕 | Такеуті но Сукуне 〔рід Соґа〕 | Такеуті но Сукуне 〔рід Соґа〕 |  |  |  |  |  |  |
|  |  |             |             |             |             |             |             |  |  |              |              |              |              |              |              |  |  | Кібіцу       | Кібіцу       | Кібіцу       | Кібіцу       | Кібіцу       | Кібіцу       |  |  | Хікофуцуосі  | Хікофуцуосі  | Хікофуцуосі  | Хікофуцуосі  | Хікофуцуосі  | Хікофуцуосі  |  |  | Янусіосі      | Янусіосі      | Янусіосі      | Янусіосі      | Янусіосі      | Янусіосі      |  |  | Такеуті но Сукуне 〔рід Соґа〕 | Такеуті но Сукуне 〔рід Соґа〕 | Такеуті но Сукуне 〔рід Соґа〕 | Такеуті но Сукуне 〔рід Соґа〕 | Такеуті но Сукуне 〔рід Соґа〕 | Такеуті но Сукуне 〔рід Соґа〕 |  |  |  |  |  |  |
|  |  |             |             |             |             |             |             |  |  |              |              |              |              |              |              |  |  | Вакатаке     | Вакатаке     | Вакатаке     | Вакатаке     | Вакатаке     | Вакатаке     |  |  | 〔рід Кібі〕 | 〔рід Кібі〕 | 〔рід Кібі〕 | 〔рід Кібі〕 | 〔рід Кібі〕 | 〔рід Кібі〕 |  |  |               |               |               |               |               |               |  |  |                                |                                |                                |                                |                                |                                |  |  |  |  |  |  |
|  |  |             |             |             |             |             |             |  |  |              |              |              |              |              |              |  |  | Вакатаке     | Вакатаке     | Вакатаке     | Вакатаке     | Вакатаке     | Вакатаке     |  |  | 〔рід Кібі〕 | 〔рід Кібі〕 | 〔рід Кібі〕 | 〔рід Кібі〕 | 〔рід Кібі〕 | 〔рід Кібі〕 |  |  |               |               |               |               |               |               |  |  |                                |                                |                                |                                |                                |                                |  |  |  |  |  |  |
|  |  |             |             |             |             |             |             |  |  |              |              |              |              |              |              |  |  |              |              |              |              |              |              |  |  |              |              |              |              |              |              |  |  |               |               |               |               |               |               |  |  |                                |                                |                                |                                |                                |                                |  |  |  |  |  |  |
|  |  |             |             |             |             |             |             |  |  |              |              |              |              |              |              |  |  |              |              |              |              |              |              |  |  |              |              |              |              |              |              |  |  |               |               |               |               |               |               |  |  |                                |                                |                                |                                |                                |                                |  |  |  |  |  |  |
|  |  | (10) Судзін | (10) Судзін | (10) Судзін | (10) Судзін | (10) Судзін | (10) Судзін |  |  | Тойокіїрі    | Тойокіїрі    | Тойокіїрі    | Тойокіїрі    | Тойокіїрі    | Тойокіїрі    |  |  | 〔рід Кену〕 | 〔рід Кену〕 | 〔рід Кену〕 | 〔рід Кену〕 | 〔рід Кену〕 | 〔рід Кену〕 |  |  | Ямато Такеру | Ямато Такеру | Ямато Такеру | Ямато Такеру | Ямато Такеру | Ямато Такеру |  |  | (14) Тюай     | (14) Тюай     | (14) Тюай     | (14) Тюай     | (14) Тюай     | (14) Тюай     |  |  | (15) Одзін                     | (15) Одзін                     | (15) Одзін                     | (15) Одзін                     | (15) Одзін                     | (15) Одзін                     |  |  |  |  |  |  |
|  |  | (10) Судзін | (10) Судзін | (10) Судзін | (10) Судзін | (10) Судзін | (10) Судзін |  |  |              | Тойокіїрі    | Тойокіїрі    | Тойокіїрі    | Тойокіїрі    | Тойокіїрі    |  |  | 〔рід Кену〕 | 〔рід Кену〕 | 〔рід Кену〕 | 〔рід Кену〕 | 〔рід Кену〕 | 〔рід Кену〕 |  |  | Ямато Такеру | Ямато Такеру | Ямато Такеру | Ямато Такеру | Ямато Такеру | Ямато Такеру |  |  | (14) Тюай     | (14) Тюай     | (14) Тюай     | (14) Тюай     | (14) Тюай     | (14) Тюай     |  |  | (15) Одзін                     | (15) Одзін                     | (15) Одзін                     | (15) Одзін                     | (15) Одзін                     | (15) Одзін                     |  |  |  |  |  |  |
|  |  |             |             |             |             |             |             |  |  | (11) Суйнін  | (11) Суйнін  | (11) Суйнін  | (11) Суйнін  | (11) Суйнін  | (11) Суйнін  |  |  | (12) Кейко   | (12) Кейко   | (12) Кейко   | (12) Кейко   | (12) Кейко   | (12) Кейко   |  |  | (13) Сейму   | (13) Сейму   | (13) Сейму   | (13) Сейму   | (13) Сейму   | (13) Сейму   |  |  |               |               |               |               |               |               |  |  |                                |                                |                                |                                |                                |                                |  |  |  |  |  |  |
|  |  |             |             |             |             |             |             |  |  | (11) Суйнін  | (11) Суйнін  | (11) Суйнін  | (11) Суйнін  | (11) Суйнін  | (11) Суйнін  |  |  | (12) Кейко   | (12) Кейко   | (12) Кейко   | (12) Кейко   | (12) Кейко   | (12) Кейко   |  |  | (13) Сейму   | (13) Сейму   | (13) Сейму   | (13) Сейму   | (13) Сейму   | (13) Сейму   |  |  |               |               |               |               |               |               |  |  |                                |                                |                                |                                |                                |                                |  |  |  |  |  |  |
|  |  |             |             |             |             |             |             |  |  | Тойосукіїрі  | Тойосукіїрі  | Тойосукіїрі  | Тойосукіїрі  | Тойосукіїрі  | Тойосукіїрі  |  |  | Ямато        | Ямато        | Ямато        | Ямато        | Ямато        | Ямато        |  |  | Іокіїрі      | Іокіїрі      | Іокіїрі      | Іокіїрі      | Іокіїрі      | Іокіїрі      |  |  | ◇             | ◇             | ◇             | ◇             | ◇             | ◇             |  |  | Накацу (Одзін)                 | Накацу (Одзін)                 | Накацу (Одзін)                 | Накацу (Одзін)                 | Накацу (Одзін)                 | Накацу (Одзін)                 |  |  |  |  |  |  |
|  |  |             |             |             |             |             |             |  |  | Тойосукіїрі  | Тойосукіїрі  | Тойосукіїрі  | Тойосукіїрі  | Тойосукіїрі  | Тойосукіїрі  |  |  | Ямато        | Ямато        | Ямато        | Ямато        | Ямато        | Ямато        |  |  | Іокіїрі      | Іокіїрі      | Іокіїрі      | Іокіїрі      | Іокіїрі      | Іокіїрі      |  |  | ◇             | ◇             | ◇             | ◇             | ◇             | ◇             |  |  | Накацу (Одзін)                 | Накацу (Одзін)                 | Накацу (Одзін)                 | Накацу (Одзін)                 | Накацу (Одзін)                 | Накацу (Одзін)                 |  |  |  |  |  |  |
|  |  | Хікоімасу   | Хікоімасу   | Хікоімасу   | Хікоімасу   | Хікоімасу   | Хікоімасу   |  |  | Тамба        | Тамба        | Тамба        | Тамба        | Тамба        | Тамба        |  |  | Нутесіваке   | Нутесіваке   | Нутесіваке   | Нутесіваке   | Нутесіваке   | Нутесіваке   |  |  | 〔рід Ваке〕 | 〔рід Ваке〕 | 〔рід Ваке〕 | 〔рід Ваке〕 | 〔рід Ваке〕 | 〔рід Ваке〕 |  |  |               |               |               |               |               |               |  |  |                                |                                |                                |                                |                                |                                |  |  |  |  |  |  |
|  |  | Хікоімасу   | Хікоімасу   | Хікоімасу   | Хікоімасу   | Хікоімасу   | Хікоімасу   |  |  | Тамба        | Тамба        | Тамба        | Тамба        | Тамба        | Тамба        |  |  | Нутесіваке   | Нутесіваке   | Нутесіваке   | Нутесіваке   | Нутесіваке   | Нутесіваке   |  |  | 〔рід Ваке〕 | 〔рід Ваке〕 | 〔рід Ваке〕 | 〔рід Ваке〕 | 〔рід Ваке〕 | 〔рід Ваке〕 |  |  |               |               |               |               |               |               |  |  |                                |                                |                                |                                |                                |                                |  |  |  |  |  |  |
|  |  |             |             |             |             |             |             |  |  | ◇            | ◇            | ◇            | ◇            | ◇            | ◇            |  |  | ◇            | ◇            | ◇            | ◇            | ◇            | ◇            |  |  | Окінаґа      | Окінаґа      | Окінаґа      | Окінаґа      | Окінаґа      | Окінаґа      |  |  | Дзінґу (Тюай) | Дзінґу (Тюай) | Дзінґу (Тюай) | Дзінґу (Тюай) | Дзінґу (Тюай) | Дзінґу (Тюай) |  |  |                                |                                |                                |                                |                                |                                |  |  |  |  |  |  |
|  |  |             |             |             |             |             |             |  |  | ◇            | ◇            | ◇            | ◇            | ◇            | ◇            |  |  | ◇            | ◇            | ◇            | ◇            | ◇            | ◇            |  |  | Окінаґа      | Окінаґа      | Окінаґа      | Окінаґа      | Окінаґа      | Окінаґа      |  |  | Дзінґу (Тюай) | Дзінґу (Тюай) | Дзінґу (Тюай) | Дзінґу (Тюай) | Дзінґу (Тюай) | Дзінґу (Тюай) |  |  |                                |                                |                                |                                |                                |                                |  |  |  |  |  |  |

## Родина
| Батько:          | Уґаяфукі-аедзу | (?—?) |  | онук Нініґі, праправнук богині сонця Аматерасу. |
| Мати:            | Тамайорі       | (?—?) |  | донька бога моря Ватацумі.                      |
| Головна дружина: | Татара-ісудзу  | (?—?) |  | донька божества Омононусі.                      |

- Сини:

- Хіко Яї но мікото (яп. 日子八井命, 彦八井耳命, ひこやいのみこと)
- Каму Яї Мімі но мікото (яп. 神八井耳命, かむやいみみのみこと), засновник родів міяцуко на півночі Кюсю та Сінано.
- Каму Нунакава Мімі но мікото (神渟名川耳尊, 神沼河耳命, かむぬなかわみみのみこと), майбутній Імператор Суйдзей.

- Молодша дружина — Ахірацу Хіме (яп. 吾平津姫, 阿比良比売, あひらつひめ)

- Сини:

- Таґісі Мімі но мікото (яп. 手研耳命, たぎしみみのみこと)
- Кісу Мімі но мікото (яп. 岐須美美命, きすみみのみこと)

- Старші брати:

- Іцусе но мікото (яп. 五瀬命, いつせのみこと)
- Інаї но мікото (яп. 稲飯命, いなひのみこと)
- Мікену но мікото (яп. 御毛沼命, みけぬのみこと)